# Amblysaphes striatus
Amblysaphes striatus är en skalbaggsart som beskrevs av Bates 1885. Amblysaphes striatus ingår i släktet Amblysaphes och familjen långhorningar.
Artens utbredningsområde är:
- Costa Rica.
- Guatemala.

Inga underarter finns listade i Catalogue of Life.